# Internet Corporation for Assigned Names and Numbers

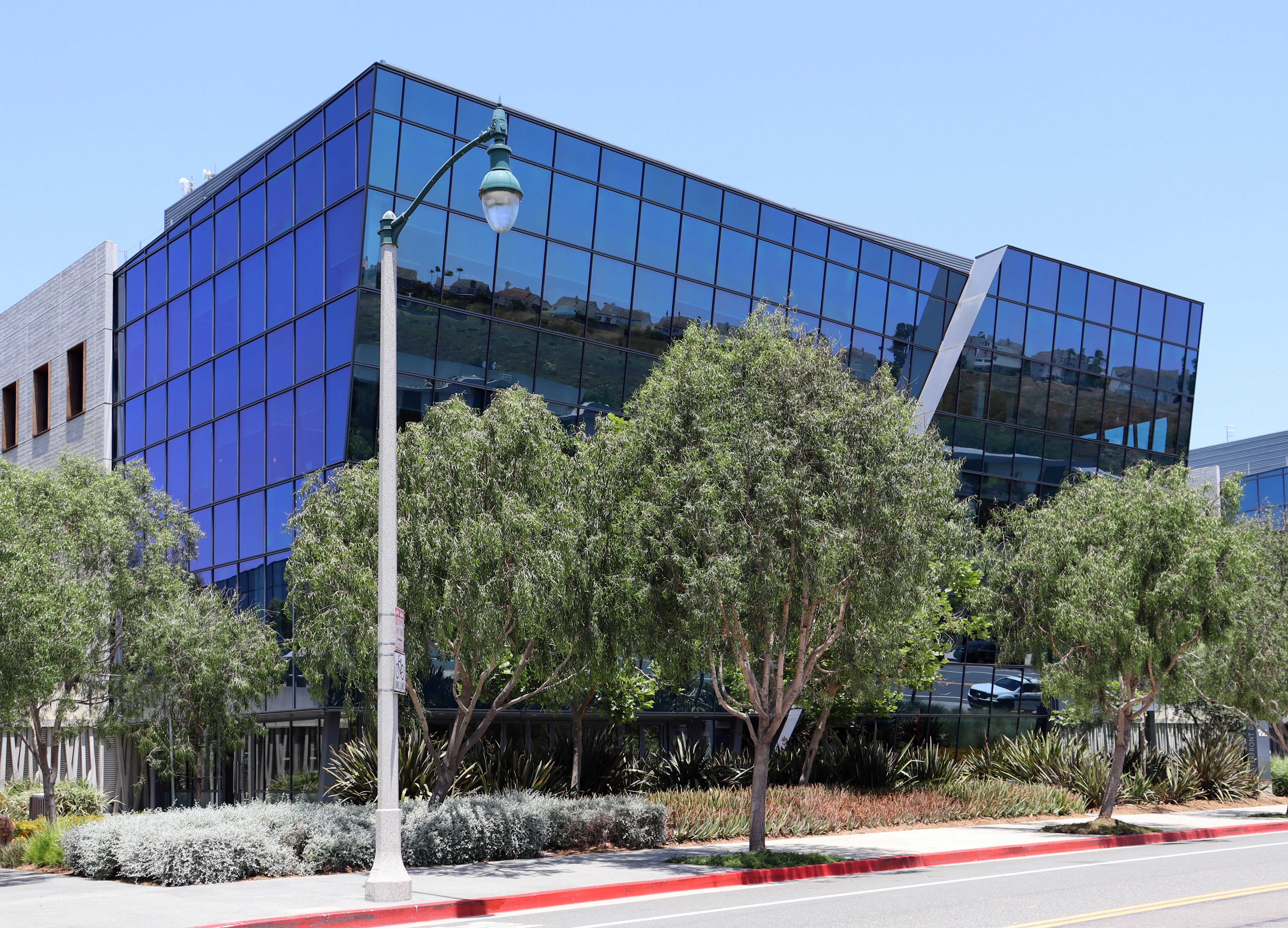
Siège de l'ICANN à Playa Vista (Californie).

Internet Corporation for Assigned Names and Numbers (ICANN, en français, la Société pour l'attribution des noms de domaine et des numéros sur Internet) est une autorité de régulation d'Internet. C'est une société de droit californien à but non lucratif ayant pour principales missions d'administrer les ressources numériques d'Internet, telles que l'adressage IP et les noms de domaines de premier niveau (TLD), et de coordonner les acteurs techniques.

## Missions
Le rôle premier de l'ICANN est d'allouer l'espace des adresses de protocole Internet, d'attribuer les identificateurs dudit protocole, de gérer le système de noms de domaine de premier niveau (génériques et nationaux), et d'assurer les fonctions de gestion du système de serveurs racines du DNS. Ces services étaient initialement assurés dans le cadre d'un contrat avec le gouvernement fédéral américain par l’Internet Assigned Numbers Authority et d'autres organismes. L'ICANN assume à présent les fonctions de l'IANA.
Par le contrôle qu'elle exerce sur l'affectation des noms de domaines de premier niveau, l'ICANN délivre en pratique un droit de délégation sur la vente des noms de domaines à différentes organisations, comme VeriSign pour les domaines .com et .net ou l'Afnic pour le domaine .fr.

## Histoire

### Genèse
Dans les années 1970, le professeur Jon Postel travaille à l'Institut des sciences de l'information (Information Sciences Institute (ISI)) de l'université de Californie du Sud et assume seul la gestion du registre d'identification des ordinateurs et des adresses IP du réseau internet naissant,. En 1988, l'IANA est créée afin d'aider Jon Postel dans sa tâche et la rendre plus officielle, notamment lorsqu'il s'agit d'établir les documents relatifs aux protocoles internet. En 1993, le gouvernement des États-Unis signe, via la Fondation nationale des sciences (National Science Fondation (NSF)), un contrat de cinq ans avec Network Solution Inc. (NSI) permettant à cette entreprise de gérer l'enregistrement des noms de domaine de premier niveau, ainsi que d'opérer le serveur racine A Root ; mais lorsqu'en 1995, la NSF arrête de financer internet, le département du Commerce des États-Unis permet alors à Network Solution de demander des frais de 35 dollars par an pour l'enregistrement d'un nom de domaine et lorsque Postel propose d'associer l'IANA à l'Internet Society, l'idée est refusée à la fois par le gouvernement américain, l'Union européenne et des entreprises du secteur, notamment Network Solution Inc. (p. 9 et 16).

### 1996 à 2016, deux décennies mouvementées
Malgré tout, Jon Postel cherchant à établir une gouvernance de l'internet rassemblant les techniciens, les entreprises et les gouvernements, fonde l’IAHC (en) en 1996. Cette nouvelle structure réunit plusieurs entités dont l’IANA, l’Internet Society, l’Internet Architecture Board, l’International Trademark Association (en) ainsi que deux organisations des Nations unies : l’Organisation mondiale de la propriété intellectuelle et l’Union internationale des télécommunications qui sera en quelque sorte le « porte-drapeau » du projet de Postel,(p. 16). L'IAHC prévoit que les six organisations forment un comité ayant le pouvoir décisionnel sur le Système de noms de domaine, l'ajout de sept nouveaux noms de domaine de premier niveau et 28 nouveaux registraires ainsi que le déménagement du serveur A Root des États-Unis à Genève (p. 17) ou à tout le moins, le CORE, c'est-à-dire le Conseil des registraire de nom de domaine. Les recommandations de l'IAHC se retrouvent dans un document connu sous le nom de Generic Top Level Domain Memorandum of Understanding, ou sous son acronyme gTLD-MoU, qui est signé en mai 1997 par 80 pays et organisations dont par exemple France Telecom, l'Association internationale du transport aérien, Samsung, Telecom Italia ainsi que de nombreuses organisations des pays du sud et des États-Unis, bien que le gouvernement américain transmet à l'UIT sa désapprobation à travers un câble rédigé par Madeleine Albright, alors secrétaire d'État, en questionnant la légitimité de l'évènement.
Même si l'IAHC gagne de nombreux soutiens, l'organisation ne réussit pas à réunir un large consensus et doit faire face à plusieurs critiques (trop de nouveaux domaines de premier niveau devant être implémentés trop rapidement, manque de cohérence des suggestions) ainsi qu'à la pression de l'administration Clinton qui, en guise de réponse et moins de deux mois après l'initiative du gTLD-MoU, propose la privatisation de la gestion du Système de noms de domaine, dans son Cadre pour le commerce électronique mondial,. Le gouvernement américain laisse toutefois la porte ouverte aux acteurs extérieurs aux États-Unis en proposant que le conseil d'administration de la nouvelle entité soit « internationalement composé ».
De fait, en 1998, l'administration Clinton, à travers le département du Commerce des États-Unis, organise des négociations et des consultations publiques internationales avec toutes les parties prenantes (chercheurs, industrie des télécommunications, fabricants d'équipements, fournisseurs d'accès à internet, groupes intergouvernementaux) et dont le but est la formation de la nouvelle entité devant gérer le Système de noms de domaine (p. 12-13). Jon Postel est chargé de recueillir les commentaires des participants et de rédiger le « livre blanc » qui mène le 30 septembre 1998 à la création de l'ICANN, contractuellement lié avec département du Commerce des États-Unis,,(p. 18), donc avec le gouvernement américain.
Bien que par l'intermédiaire du Governmental Advisory Committee (« Comité consultatif gouvernemental »), les gouvernements du reste du monde obtiennent la possibilité d'exercer une relative influence sur les décisions prises au sein de l'ICANN, ce comité n'est que consultatif (p. 15 et 18) ; le lien étroit entre l'ICANN et les États-Unis restera un sujet de tension durant les deux décennies suivantes, alors que dès l'origine il est pourtant prévu que le gouvernement américain se retire le plus tôt possible, au plus tard le 30 septembre 2000.
Le 30 septembre 2009, le contrat liant l'ICANN au ministère du commerce américain prend fin et à cette occasion, la pression internationale s'amplifie, notamment par la voix de Viviane Reding de la commission européenne qui demande la totale indépendance de l'organisation. Le gouvernement américain, estimant que l'ICANN ne remplit toujours pas les conditions de son indépendance, conservera la tutelle de l'organisation mais partagera sa supervision en donnant le pouvoir au GAC de former des commissions d'examen qui évalueront régulièrement les performances de l'ICANN face à ses engagements. L'ICANN gagne donc en indépendance, mais reste sous le feu des critiques, puisque le nouvel accord qui a été négocié en secret avec le département du Commerce, renouvelle l'emprise des États-Unis sur le Système de noms de domaine.
Dans les années 2010, la pression mondiale s'accentue encore sur les États-Unis, d'abord en 2012 lors de la World conference on international communication (« Conférence mondiale sur les télécommunications internationales ») qui voit la Chine, l'Inde et la Russie faire bloc afin de réclamer des droits égaux pour réguler l'internet ; ensuite, en 2013 et dans le contexte des révélations Snowden, l'ICANN elle-même réclame son affranchissement du gouvernement américain dans une déclaration cosignée avec neuf autres organisations d'importance pour internet, dont par exemple, le World Wide Web Consortium ou l'Internet Society.
Enfin, en mars 2014, l'administration Obama annonce que le département du Commerce ne renouvellera pas son contrat avec l'ICANN en posant toutefois certaines conditions :
- l’ICANN ne doit pas être contrôlée par un autre État ou une organisation internationale
- tous les acteurs d’Internet participent à la gouvernance de façon équilibrée
- Internet doit rester libre et ouvert à tous
- les nouvelles instances doivent garantir la sécurité et la stabilité du système.

Cette annonce intervient environ un mois avant la tenue du NetMundial (en) au Brésil, un forum international destiné à repenser la gouvernance internationale d’Internet et qui, sans pouvoir apporter des changements directs au regard de l'ICANN, réclame un internet plus indépendant ; à l'image de Louis Pouzin qui adresse, dans sa contribution, une critique sans détours ni fioritures de la gestion d'internet sous la tutelle américaine.
Finalement, le 1er octobre 2016, le contrat entre l’ICANN et le département du Commerce expire sans être renouvelé ; l'organisation est donc à ce jour affranchie du gouvernement américain.

## Réalisations
Le 30 octobre 2009, l'ICANN vote la fin de l'exclusivité de l'alphabet latin pour la rédaction des noms de domaine Internet et dès le 16 novembre 2009, peuvent être enregistrées des adresses web rédigées avec des caractères arabes, chinois, coréens, japonais ou cyrilliques.
Huit domaines de premier niveau génériques existaient avant la création de l'ICANN : .com, .edu, .gov, .int, .mil, .net, .org et .arpa, mais au fil des ans, l'organisation crée plusieurs nouveaux domaines, d'abord un peu plus d'une douzaine en 2000 et 2004 avec par exemple .biz, .coop ou .info puis dans les années 2010 en ouvrant la possibilité aux entreprises ou structures publiques de proposer une extension « personnalisée », par exemple .paris géré par la ville de Paris. L'attribution d'un suffixe est possible à condition de débourser 185 000 dollars pour soumettre une candidature et 25 000 dollars par année pour le conserver. D'autres sont vendus aux enchères lorsque plusieurs organismes désirent se porter acquéreur d'un même TLD, comme le .app remporté en 2015 par Google pour 25 millions de dollars américains.
En mai 2012, les caractères accentués de la langue française deviennent possibles pour les noms de domaines en .fr, puis en janvier 2013 au Canada pour les domaines .ca et en juin 2013 pour les noms de domaines belges en .be,,.
En 2014, l'utilisation de caractères non latins (cyrillique, arabe, chinois, etc.) pour former les suffixes est dorénavant permise.

## Organisation
L'ICANN est dirigé par un conseil d'administration composé de seize membres qui votent les décisions majeures de l'organisation et cinq membres consultatifs sans droit de vote. L'organisation est aussi dotée d'un médiateur qui a pour mission de résoudre les éventuels conflits entre l'ICANN et des employés ou les autres organisations (en 2018 et depuis 2016, ce rôle est assuré par Herb Waye, policier à la retraite de la Gendarmerie royale du Canada).
Le conseil d'administration est réparti de la façon suivante :

### Membres votants
- Un siège pour le président de l'ICANN, aujourd'hui (2018) Göran Marby (en) ;
- Deux sièges pour l'Organisation de soutien des noms génériques (GNSO) représentant les bureaux d'enregistrement des noms de domaine de premier niveau, les fournisseurs d'accès à Internet, les entreprises et les organisations à but non lucratif ;
- Deux sièges pour les Registres Internet régionaux (ASO) qui représentent les cinq registres Internet régionaux ;
- Deux sièges pour l'Organisation de soutien aux politiques de codes de pays (ccNSO) représentant les responsables qui gèrent les domaines de premier niveau de noms géographiques ;
- Un siège pour le comité « At-Large » qui représente les utilisateurs d'Internet ;
- Six sièges pour le Comité de nomination (Nominating Committee). Composé de bénévoles, il sélectionne les autres membres du conseil d'administration, sauf le président.

### Membres sans droit de vote
Les membres consultatifs ont chacun un siège.
- Le Comité consultatif gouvernemental (GAC) qui représente les gouvernements nationaux.
- L'Internet Engineering Task Force qui élabore les protocoles et normes de Internet.
- Le Groupe de liaison technique (TLG) donne des conseils techniques sur des sujets relatifs aux activités de l'ICANN. Il est composé de l'Institut européen des normes de télécommunications, de l'UIT-T, de l'Internet Architecture Board et du World Wide Web Consortium.
- Le Comité consultatif de système de serveurs racine (RSSAC), conseil sur les sujets relatifs aux serveurs racine du Système de noms de domaine.
- Le Comité consultatif sur la sécurité et la stabilité (SSAC) dont les membres sont des volontaires reconnus comme ayant une expertise en matière de sécurité.

### Présidents
En 1998, Michael Roberts est le premier président de l'ICANN. Fadi Chehadé est à ce jour (2018) le seul président démissionnaire en cours de mandat (une dizaine de mois avant son terme).
|                    | Période                     | Nationalité                 | Position précédente                                                                                     |
| Göran Marby (en)   | depuis mai 2016             | Suède                       | Directeur à l'Autorité suédoise des postes et télécommunications.                                       |
| Fadi Chehadé       | octobre 2012 à mars 2016    | Egypte - Liban - États-Unis | Chef de la direction de Vocado LLC (logiciels pour l'administration des établissements d'enseignement). |
| Rod Beckstrom (en) | juillet 2009 à juillet 2012 | États-Unis                  | Premier directeur de la « cybersécurité » au département de la Sécurité intérieure des États-Unis.      |
| Paul Twomey (en)   | mars 2003 à juin 2009       | Australie                   | Cofondateur de Argo P@cific, cabinet de conseil en informatique auprès des grandes entreprises.         |
| Stuart Lynn        | mars 2001 à mars 2003       | États-Unis                  | Responsable du système d'information de l'Université de Californie.                                     |
| Michael Roberts    | octobre 1998 à mars 2001    | États-Unis                  | Vice-président à EDUCOM, consortium de 600 universités et lycées.                                       |

## Financement
L'année fiscale de l'ICANN va de juillet à juin. Pour sa première période d'existence, c'est-à-dire de sa création le 30 septembre 1998 jusqu'au 30 juin 1999, l'organisation affiche un revenu de 707 870 dollars et des dépenses de presque 1,5 million. L'équilibre est atteint dès l'année fiscale suivante, la première de douze mois, avec un budget de 5,9 millions dollars ; à cette époque, les frais demandés à un registraire de nom de domaine des .com, .net et .org sont de 5 000 dollars/an pour les frais d'enregistrement, 1 000 dollars/an pour les frais d'accréditation et environ un dollar pour chaque nom de domaine enregistré.
Une décennie plus tard, en 2010, le budget de l'ICANN est de 62,6 millions dollars. Pour 2018, le budget adopté est de 143 millions dollars et 138 millions dollars pour 2019, soit presque le même niveau que l'année 2017.
Les frais d'enregistrement des noms de domaine, relevant d'une obligation contractuelle, contribuent pour la quasi-totalité de ce montant. Ils peuvent être fixes ou basés sur les transactions, se divisant en quatre types : frais de demande, frais annuels d'accréditation, frais variables par bureau d'enregistrement, et enfin frais par transaction.
Les registres Internet régionaux (RIR) et les registres de noms de domaine d'un pays donné (premier niveau de code, comme .fr) participent également au financement de l'ICANN. Une part mineure de ce financement est constituée de sponsoring et par les intérêts de produits de capitaux issus de l'épargne constituée par l'ICANN .

## Controverses

### Gouvernance
Le rôle de l'ICANN a été régulièrement remis en question, notamment à cause de ses liens avec le gouvernement américain ; l'organisation ayant été fondée à la suite d'une directive du département du Commerce des États-Unis, a longtemps fonctionné sur la base d'un mémorandum avec ce ministère (voir chapitre Histoire). Lorsqu'en 2016, l'ICANN devient réellement indépendante du gouvernement américain, plusieurs personnalités du Parti républicain perçoivent cela comme une trahison et un abandon d'internet au reste du monde et aux dictatures ; ainsi le sénateur Ted Cruz mène la fronde afin d'empêcher la transition de l'ICANN et quatre États (Arizona, Nevada, Oklahoma, Texas) portent plainte, sans succès, dans le but de faire obstacle au processus d'indépendance de l'ICANN. Donald Trump alors candidat à l'élection présidentielle américaine, voit internet comme une propriété des États-Unis et s'oppose également vigoureusement au projet du gouvernement de Barack Obama.
Par ailleurs, la France, soutenue par plusieurs pays d'Amérique latine et d'Afrique, dénonce une privatisation de l'ICANN au bénéfice des GAFAM. En effet, le Comité consultatif des gouvernements (GAC) doit dorénavant se prononcer à l'unanimité, la recherche systématique de consensus réduisant grandement son impact potentiel dans les prises de décision.

### Disputes autour de nouvelles extensions

#### vin et wine
En 2014, la commercialisation des nouveaux domaines de premier niveau .vin et .wine est temporairement suspendue par l'ICANN alors qu'un conflit oppose le registre Donuts (en) d'un côté et l'European Federation of Origin Wines (EFOW) et la Confédération nationale des producteurs de vins d’appellations d'origine contrôlées (CNAOC) de l'autre, ralliant à leur cause d'autres producteurs de vins du monde, dont ceux du Chili et de l'Australie, ainsi que la Commission européenne et la France (par l'intermédiaire du secrétariat d’État au Numérique), qui va jusqu'à menacer de se retirer des négociations sur la réforme de l'ICANN. En effet, suivant le principe de vente des domaines (premier arrivé, premier servi ou aux enchères), le risque est alors grand que le nom d'une appellation contrôlée soit l'objet de cybersquattage ou utilisée par n'importe quelle entité ou entreprise au monde sans lien avec l'appellation. Pourtant, l'année précédente, en mars 2013, l'EFOW avait déjà signifié à l'ICANN le risque d'usurpation des appellations contrôlées alors que cette dernière avait déjà reçu les offres de trois registres pour le .wine et un pour le .vin. Finalement, la situation se dénoue lorsque Donuts accepte que soit mis en place une liste d'appellations réservées à leurs seuls détenteurs légitimes, ainsi que l'avait auparavant proposée Axelle Lemaire.

#### .xxx
Le domaine de premier niveau .xxx est l'objet de controverses durant une décennie avant d'être définitivement adopté en 2011. De nombreuses organisations s'opposèrent à sa création :
- Les défenseurs des libertés individuelles comme l'Union américaine pour les libertés civiles ou la Free Speech Coalition craignent que le nouveau domaine soit utilisé à des fins de censure[51],[Note 4] ; de fait en 2011, des pays comme l'Arabie saoudite et l'Inde déclarent qu'ils ont l'intention de le censurer[52].
- Les éditeurs de sites pornographiques expriment les mêmes craintes, se sentent marginalisés au regard du prix élevé de l'extension (60  à   70 dollars/an et par nom de domaine) et reprochent également à l'ICANN de mettre en marché un TLD qui sera acheté de force et par la peur puisque les sites, pornographiques ou non, auront selon eux, l'obligation de l'acquérir uniquement afin de se prémunir contre le cybersquattage[53].
- Les organisations religieuses craignent que ce nouveau domaine de premier niveau encourage la propagation de la pornographie[52].

En 2000, ICM Registry fait une première demande, qui sera rejetée par l'ICANN, afin que soit créé le domaine .xxx et en assurer la gestion. À cette époque, lors d'une audition au Congrès des États-Unis, des parlementaires républicains et démocrates questionnent le bien-fondé du refus de l'ICANN, voyant dans cette nouvelle extension un moyen efficace de protéger les enfants « de l'horrible, horrible saleté qui est parfois répandue sur internet ». En 2005, une nouvelle demande de ICM Registry est de nouveau refusée face à la pression de groupes religieux et conservateurs, notamment Focus on the Family et de l'administration Bush ainsi que le révèle une série de courriels échangée entre le ministère du commerce et la National Telecommunications and Information Administration (NTIA), comme l'illustre celui du secrétaire de direction du DoC le 16 juin 2005 : 
« Who really matters in this mess is Jim Dobson. What he says on this radio progarm [sic] in the morning will determine how ugly this really gets--if he jumps on the bandwagon, our mail server may crash. My suggestion is that someone from the White House ought to call him ASAP and explain the situation, including that the White House doesn't support the porn industry in any way, shape, or form, including giving them their own domain. »
— Fred L. Schwien
        
« Celui qui compte vraiment dans ce bazar, c'est Jim Dobson. Ce qu'il dit dans son programme radio de la matinée déterminera à quel point cela est vraiment moche - s'il prend le train en marche, notre serveur de messagerie pourrait planter. Je suggère que quelqu'un de la Maison-Blanche l'appelle dès que possible et lui explique la situation, y compris que la Maison-Blanche n'appuie pas l'industrie du porno de quelque façon que ce soit, y compris en lui donnant son propre domaine. »
La Commission européenne saisit l'occasion pour dénoncer le manque d'indépendance de l'ICANN et son affiliation avec le gouvernement américain.
En 2007, l'ICANN refuse encore la création du .xxx, arguant que l'organisation pourrait être tenue responsable du classement, c'est-à-dire, avoir l'obligation de décider du caractère pornographique d'un site ; ce qui était la position du gouvernement canadien bien que cette fonction de classement ne soit pas dans les prérogatives de l'ICANN.
À la suite d'un jugement (non exécutoire) d'un panel de juges indépendants du International Center for Dispute Resolution (en) considérant que l'ICANN s'est trompé en refusant la création du TLD controversé, ICB Registry introduit une nouvelle demande en 2010, menant à la création effective du domaine .xxx l'année suivante mais aussitôt contestée par des groupes religieux et des entreprises importantes de l'industrie pornographique ; ces dernières déposent une plainte en justice contre l'ICANN et ICB Registry pour pratiques anti-concurrentielles et monopolistiques.
Six mois après le lancement du TLD, sur les 215 835 enregistrements de noms de domaine avec ce suffixe, 82 976 concernent des mesures de protection d'entreprises ou d'institutions qui ne souhaitent pas voir apparaître un site portant leur nom associé au .xxx, par exemple, Nike a acheté nike.xxx, Pepsi pepsi.xxx et des universités ont dépensé préventivement plusieurs milliers de dollars, alors que d'autres, devant la tâche colossale et la perspective de frais importants ont simplement renoncé à ces acquisitions.

#### Patagonia et Amazon
En 2012, l'Argentine s'oppose au projet du détaillant de vêtements Patagonia d'acquérir le domaine de premier niveau .patagonia. Sur les conseils du GAC (le conseil qui représente les gouvernements), l'ICANN rejette la demande de l'entreprise qui décide de ne pas porter l'affaire plus loin et retire sa requête.
Dans un contexte similaire, plusieurs pays d'Amérique du Sud, notamment le Brésil et le Pérou, s'opposent à ce qu'une entreprise privée prenne possession du nom de domaine .amazon qui a le potentiel de réunir les sites web des communautés de la région du fleuve et en 2014, l'ICANN suit l'avis du GAC en refusant à l'entreprise Amazon l'achat et la gestion de ce domaine de premier niveau.
L'année suivante, le Congressional Trademark Caucus prend position en faveur de l'entreprise et prévient l'ICANN que sa décision n'a pas de base légale et pourrait créer un précédent selon lequel les gouvernements ne tiendraient plus compte des principes du droit international et des marques enregistrées. Amazon demande que la décision de l'ICANN soit revue par un panel indépendant (IRP), l'International Center for Dispute Resolution, lequel jugera en 2017 que la décision de débouter l'entreprise n'a pas été réellement objective et demande de ce fait à l'ICANN de réévaluer rapidement la question.
Le 7 septembre 2017, Amazon réitère sa demande à l'ICANN et lui enjoint de ne pas consulter le GAC de nouveau, arguant que le Brésil et le Pérou sont incapables de fournir des raisons valables et factuelles sur le plan juridique pour la rejeter. En réponse, l'ambassadeur du Brésil, Benedicto Fonseca Filho, envoie une lettre à l'ICANN le 27 septembre dans laquelle il demande de ne pas ignorer les points de vue des gouvernements et du GAC, auquel cas « un coup fatal » serait porté au modèle de gouvernance multipartite de l'organisation et questionne également le fait que les membres du panel indépendant (IRP) étaient tous des juristes des États-Unis.
Le 29 octobre 2017, une rencontre a lieu entre Amazon et le GAC lors de laquelle l'entreprise s'engage à bloquer les noms de domaine culturellement sensibles, par exemple rainforest.amazon ; le Pérou répondra que ce sont les gouvernements qui doivent donner à Amazon la permission d'utiliser certains mots dans les noms de domaine et non pas à Amazon de bloquer des mots. Finalement, l'ICANN donne aux gouvernements (GAC) jusqu'au printemps 2018 afin de leur permettre de fournir d'éventuelles nouvelles informations selon lequel la demande de Amazon ne devrait pas aller de l'avant.

#### Autres domaines controversés
En 2012, l'Arabie Saoudite s'oppose à la création de nombreux domaines de premier niveau dont ceux qui ont trait à la sexualité ou l'orientation sexuelle comme .gay, .porn, .sexy, .sex, .virgin, ainsi qu'à la demande de Johnson & Johnson pour la création de .baby. Le pays s'oppose également au .islam au motif qu'en étant possédé par une entreprise privée, le domaine ne peut représenter l'ensemble des musulmans et dans le même esprit, tente de bloquer la demande du Vatican pour le domaine .catholic au motif que l'État pontifical n'a pas le monopole du terme catholic puisque d'autres communautés chrétiennes utilisent aussi ce mot (trois ans auparavant et pour cette même raison, le Vatican s'opposait lui aussi à la création de domaines évoquant la religion).
Certains de ces domaines de premier niveau sont encore (mi-2018) sujets à négociations ou en processus d'attribution, comme le .islam et le .gay ; d'autres ont été approuvés. Ainsi, la gestion de .baby est attribué à Johnson & Johnson le 17 décembre 2014 pour plus de trois millions de dollars américains, celui de .catholic est attribué au registre du Vatican (Pontificium Consilium de Communicationibus Socialibus (PCCS)) le 21 octobre 2015 pour 740 000 dollars (incluant le nom en alphabet arabe, chinois et cyrillique).

## Whois et protection des données
Le Whois est une base de données historiquement accessible au public, comportant éventuellement des données jugées sensibles comme le nom, l'adresse physique, le courriel ou le numéro de téléphone du propriétaire d'un nom de domaine générique (comme .com ou .net).
Par contrat avec l'ICANN, les registraires ont l'obligation de collecter ces données, ce qui, tel quel, s'oppose au Règlement général sur la protection des données de l'Union européenne entré en application en mai 2018. Bien qu'alertée à plusieurs reprises depuis 2003 sur le fait que le fonctionnement du Whois contreviendrait au règlement européen, l'ICANN adopte une attitude plutôt passive, jugeant que la « fermeture » du Whois va à l'encontre du principe de transparence et compliquerait le travail des forces de l'ordre ou des journalistes qui auraient besoin de connaître les coordonnées du propriétaire d'un nom de domaine ; mais par peur de sanctions des autorités européennes, des registraires européens décident unilatéralement de ne plus demander les coordonnées des clients de nouveaux noms de domaines.
En réponse, l'ICANN dépose une demande d'injonction contre EPAG, un registraire allemand, dans le but de forcer les tribunaux à clarifier l'interprétation du RGPD et demande également à l'Union européenne un délai de grâce, le temps d'élaborer une politique du Whois visant à respecter les exigences européennes. Ces deux demandes seront refusées et l'ICANN se voit donc dans l'obligation de trouver une solution dans l'urgence relativement à la gestion et au fonctionnement du Whois, tout en faisant appel du rejet de sa demande d'injonction,.

## Projets alternatifs
En mai 2000, l'Internet Architecture Board a exprimé, dans le RFC 2826, la nécessité de conserver une hiérarchie unique, avec un seul espace de nom afin de préserver la cohésion du réseau Internet. Plusieurs architectures sont toutefois possibles et des systèmes de serveurs racines dits « alternatifs » ont vu le jour, comme OpenNIC.
Le Système de noms de domaine « alternatif » chinois lancé le 1er mars 2006 et finalisé en septembre de cette même année, utilise son propre système racine et ne passe plus par les serveurs de noms de domaine de l'ICANN. Par exemple, les domaines .com.cn et .net.cn apparaissent aux résidents chinois sous la forme .com et .net ; cela créé alors dans la pratique un réseau Internet distinct du reste du monde, un intranet contrôlé par l'État. Quant à un site chinois, il ne pourra être accessible du reste du monde que s'il en fait la demande auprès des autorités chinoises qui publieront alors son nom dans le système de noms visible de l'extérieur.
En 2010, le projet « P2P DNS » (ou Dot-P2P) est encouragé par Peter Sunde, cofondateur de The Pirate Bay et ambitionne la création d'un système de noms de domaine alternatif et décentralisé basé sur le protocole Pair à pair. L'idée est de mettre en place un nouveau serveur racine du DNS alternatif puis un Système de noms de domaine en pair-à-pair, distribué par les utilisateurs via l'installation d'une application basée sur le protocole de communication BitTorrent et où la transmission des données serait signée. Le projet P2P DNS qui visait à maintenir un Internet non censuré ne semble plus actif.
Afin d'introduire de la concurrence dans le système des noms de domaine, Francis Muguet, consultant à l'Union internationale des télécommunications propose à la fin des années 2010 d'utiliser les 65 000 « classes » disponibles, un paramètre quasiment inexploité mais qui permettrait de créer autant d'espaces de noms distincts (l'ICANN utilise la classe « IN »).
À partir de 2012, le projet GNU Name System est développé dans le cadre du projet GNUnet. Il est basé sur deux niveaux de noms afin de résoudre le triangle de Zooko : le premier niveau de nommage utilise un système de clés cryptographiques, le nom étant la clé publique ou son condensat cryptographique (dans le domaine de premier niveau .zkey) ; alors que le second niveau de nommage permet l'utilisation de noms manipulables par des humains, définis par chaque internaute pour son usage si bien que dans ce système, chaque utilisateur est son propre serveur racine.